# Aferrar

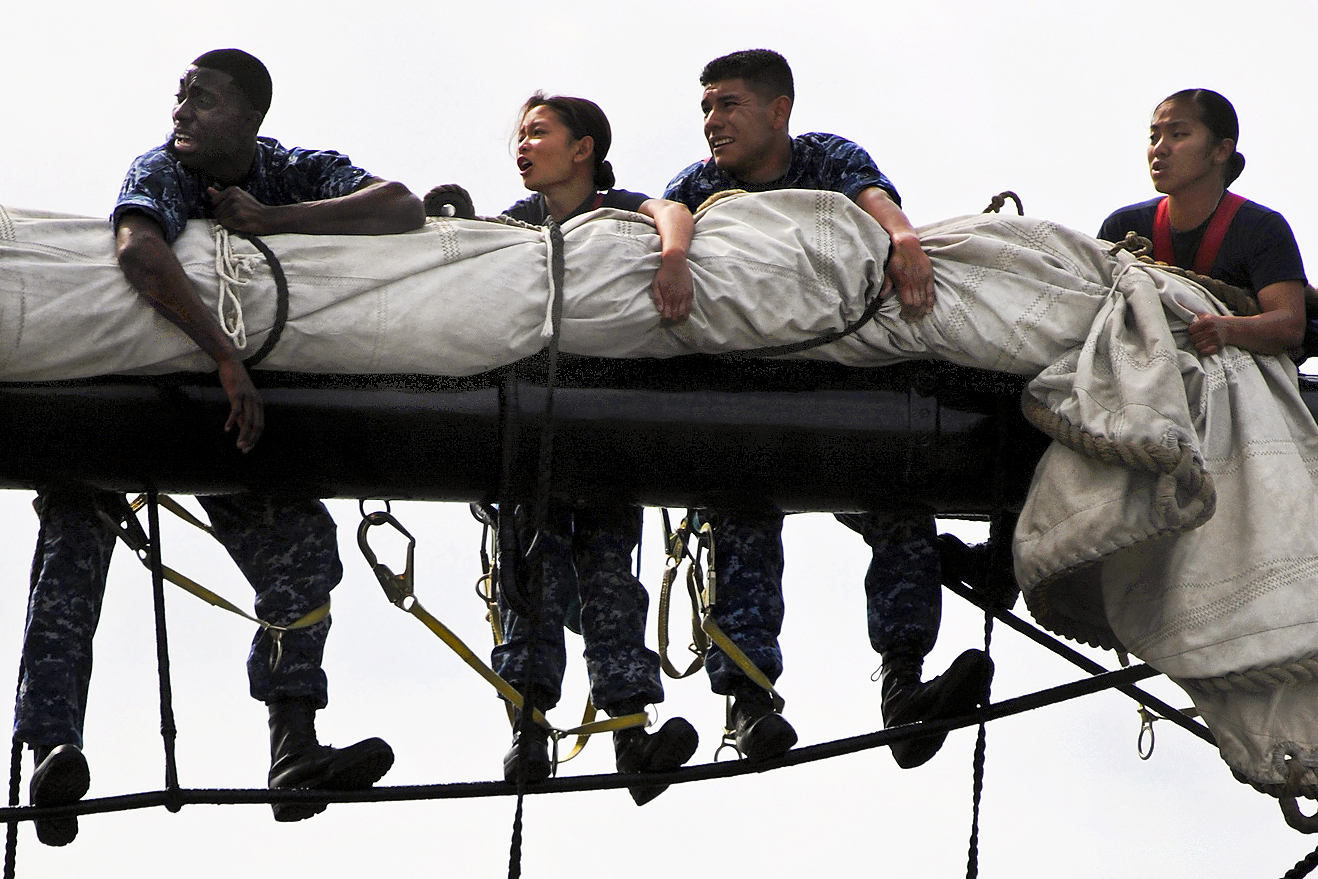
Marineros afferando una vela

En náutica, se llama aferrar a recoger y unir una vela a su verga por medio de los tomadores de modo que no reciba viento ni pueda este desplegarla. 
En barcos latinos llaman a esto batafiolar; en las galeras se decía agolar, hablando de todo el velamen y Sarmiento usa del verbo tomar por equivalente. Se usa también aferrar para toda bandera, toldo o cualquier otra tela que se recoge enrollándola o plegándola.

## Expresiones relacionadas
- Aferrar a la española: sujetar al calcés de su respectivo palo la porción de vela de una gavia que queda colgando en el centro o cruz, después de aferrada la correspondiente a la verga en uno y otro brazo de esta.
- Aferrar con camiseta: formar un rollo con la porción de vela que en el aferrar a la española se sujeta al calcés del palo; asegurarlo con vueltas de cabo y cubrirlo con la camiseta.
- Aferrar a la holandesa: recoger sobre la verga y en su centro esa misma porción de vela que había de quedar colgando y formar de ella una especie de cucurucho bien apretado que se sujeta con las cuerdas correspondientes.